# أولاد بومزاب (لمخلخليين)
أولاد بومزاب هو دُوَّار يقع بجماعة انخيلة، إقليم سطات، جهة الدار البيضاء سطات في المملكة المغربية. ينتمي الدوّار لمشيخة لمخلخليين التي تضم 5 دواوير. يقدر عدد سكانه بـ 2086 نسمة حسب الإحصاء الرسمي للسكان والسكنى لسنة 2004.

## روابط خارجية
- البوابة الوطنية للجماعات الترابية
- المندوبية السامية للتخطيط